# Brachypterolus antirrhini
Brachypterolus antirrhini é uma espécie de insetos coleópteros polífagos pertencente à família Kateretidae.
A autoridade científica da espécie é Murray, tendo sido descrita no ano de 1864.
Trata-se de uma espécie presente no território português.